# Stevns Klint
Stevns Klint je název vápencového útesu na ostrově Sjælland ve východním Dánsku. Je 15 km dlouhý, až 40 m vysoký a od roku 2014 figuruje na seznamu světového přírodního dědictví UNESCO. 

## Fotogalerie

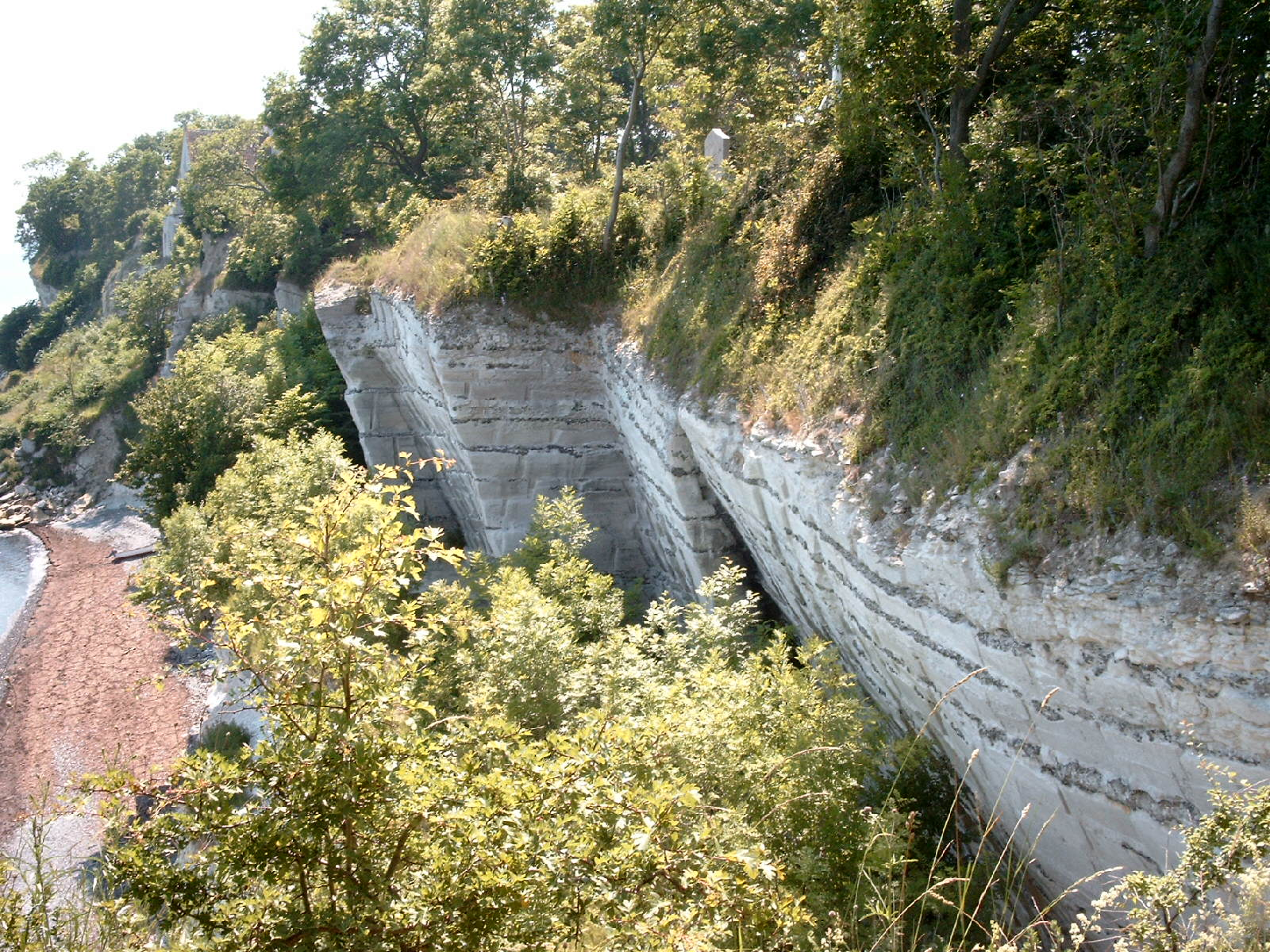
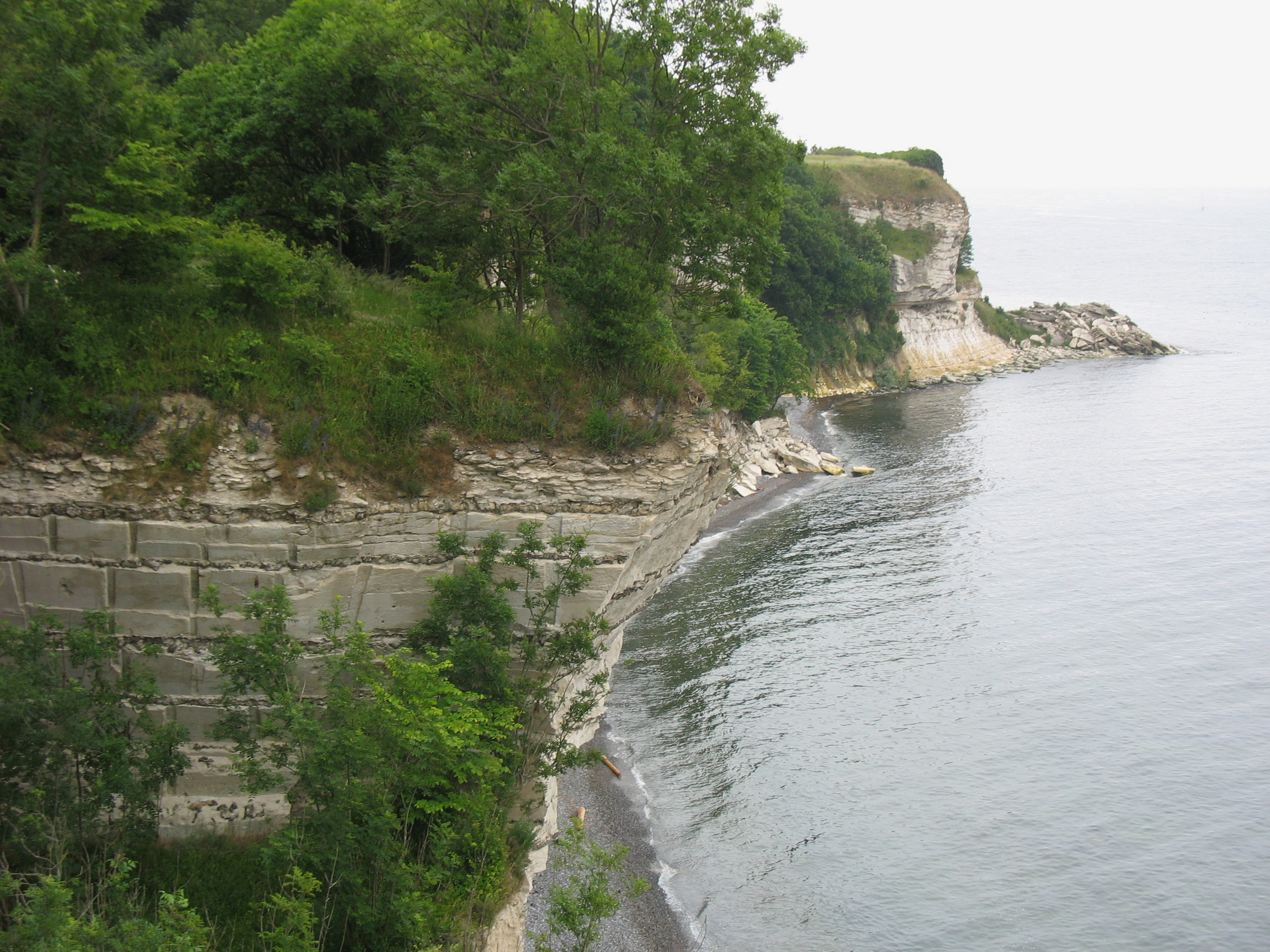
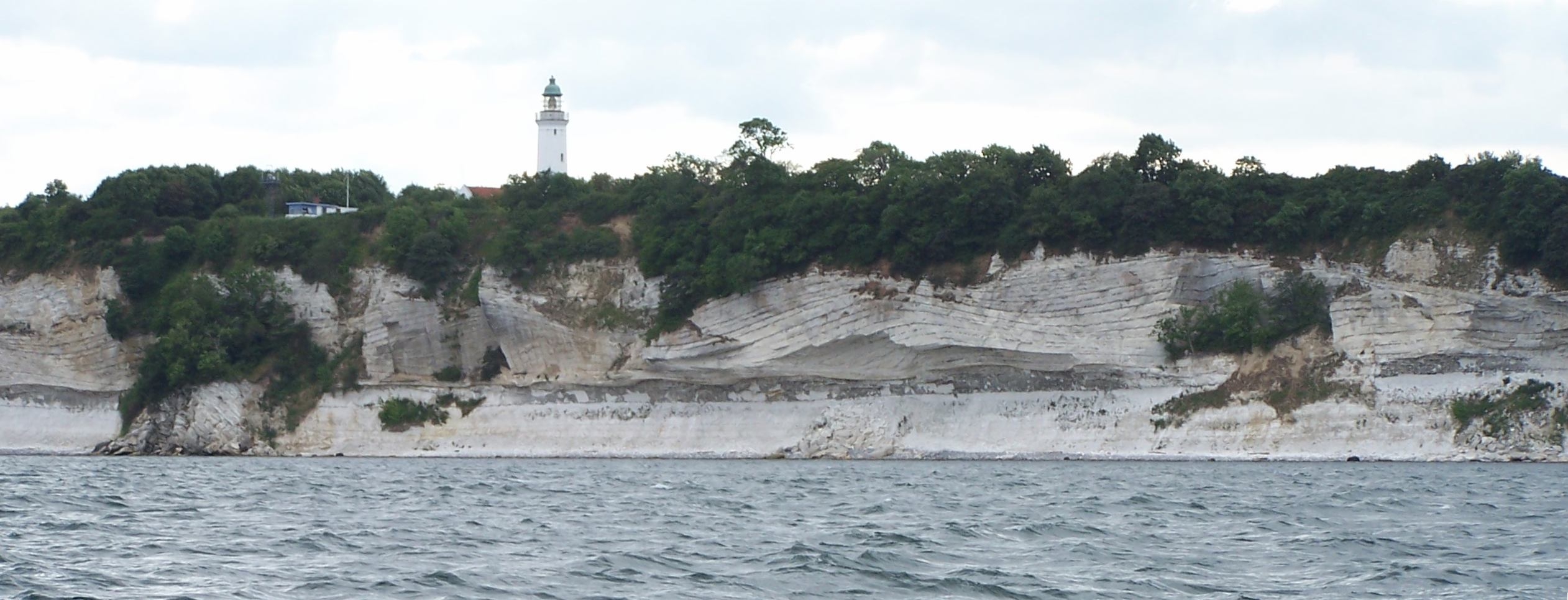

## Význam
Lokalita je vzhledem ke svému charakteru (téměř vertikální útes s obnaženými geologickými vrstvami) unikátním místem pro pozorování tzv. K-T rozhraní mezi křídou a paleogénem a je i jedním z důkazů srážky Chicxulubského asteroidu se Zemí (cca před 66,0 miliony let). V 80. letech 20. století zde byla naměřena extrémně vysoká koncentrace kovového prvku iridia, která ukázala, že na konci období křídy se se Zemí srazila planetka, což patrně vedlo přímo k hromadnému vymírání před 66 miliony let. Ve zdejším vápenci byly v pravěku nacházeny pazourky, které se využívaly pro výrobu zbraní a náčiní. Později (v období cca 1600–1830 n. l.) pazourek sloužil jako křesací kámen pro pušky.